# Station Acht
Station Acht is een voormalig station aan de Spoorlijn Breda - Eindhoven in het voormalige kerkdorp Acht in de Nederlandse provincie Noord-Brabant (nu onderdeel van het Eindhovense stadsdeel Woensel). Dit station werd in 1895 geopend en heeft 40 jaar dienstgedaan: tot en met 15 mei 1935. Het stationsgebouw is in 1950 gesloopt.

## Plannen voor een nieuw station
In 2004 was er een studie naar een nieuw te realiseren Station Eindhoven Acht, een intercity spoorwegstation in Eindhoven op het traject Boxtel-Eindhoven.
Thans wordt er gekeken naar de mogelijkheid van een Stadsrandknooppunt ter hoogte van kerkdorp Acht. Dit kan verbonden worden met de HOV-lijn centrum – Meerhoven – Welschap – Acht. Samenwerkingsverband BrabantStad zet zich in voor de oprichting van dit station. Een mogelijkheid is dat het station Eindhoven Airport gaat heten, omdat het ook Eindhoven Airport zal gaan bedienen. In 2014 heeft minister Schultz van Haegen bekendgemaakt dat voor uiterlijk 2028 een nieuw station Eindhoven Airport gepland is. In een later stadium werd de bouw van het station niet opgenomen.
Bergen op Zoom · 
Best · 
Boxmeer · 
Boxtel · 
Breda · 
-Prinsenbeek · 
Cuijk · 
Deurne · 
Eindhoven:
-Centraal · 
-Stadion · 
-Strijp-S ·
Etten-Leur · 
Geldrop · 
Gilze-Rijen · 
Heeze · 
Helmond · 
-Brandevoort ·
-Brouwhuis · 
-'t Hout · 
's-Hertogenbosch · 
-Oost · 
Lage Zwaluwe · 
Maarheeze · 
Oisterwijk · 
Oss ·
-West · 
Oudenbosch · 
Ravenstein · 
Roosendaal · 
Rosmalen · 
Tilburg · 
-Reeshof · 
-Universiteit · 
Vierlingsbeek · 
Vught · 
Zevenbergen
Voormalige stations: zie de lijst van voormalige spoorwegstations in Noord-Brabant